# Antonio Delamea Mlinar
Antonio Delamea Mlinar est un footballeur international slovène né le 10 juin 1991 à Celje. Il joue au poste de défenseur central à l'Olimpija Ljubljana.

## Biographie

### En club
Il joue quatre matchs en Ligue Europa avec le club de l'Olimpija Ljubljana.

### Équipe nationale
Il reçoit sa première sélection en équipe de Slovénie le 14 novembre 2016, en amical contre la Pologne (match nul 1-1 à Wrocław).

## Palmarès
Olimpija Ljubljana
- Champion de Slovénie en 2016.